# いわざき授産所

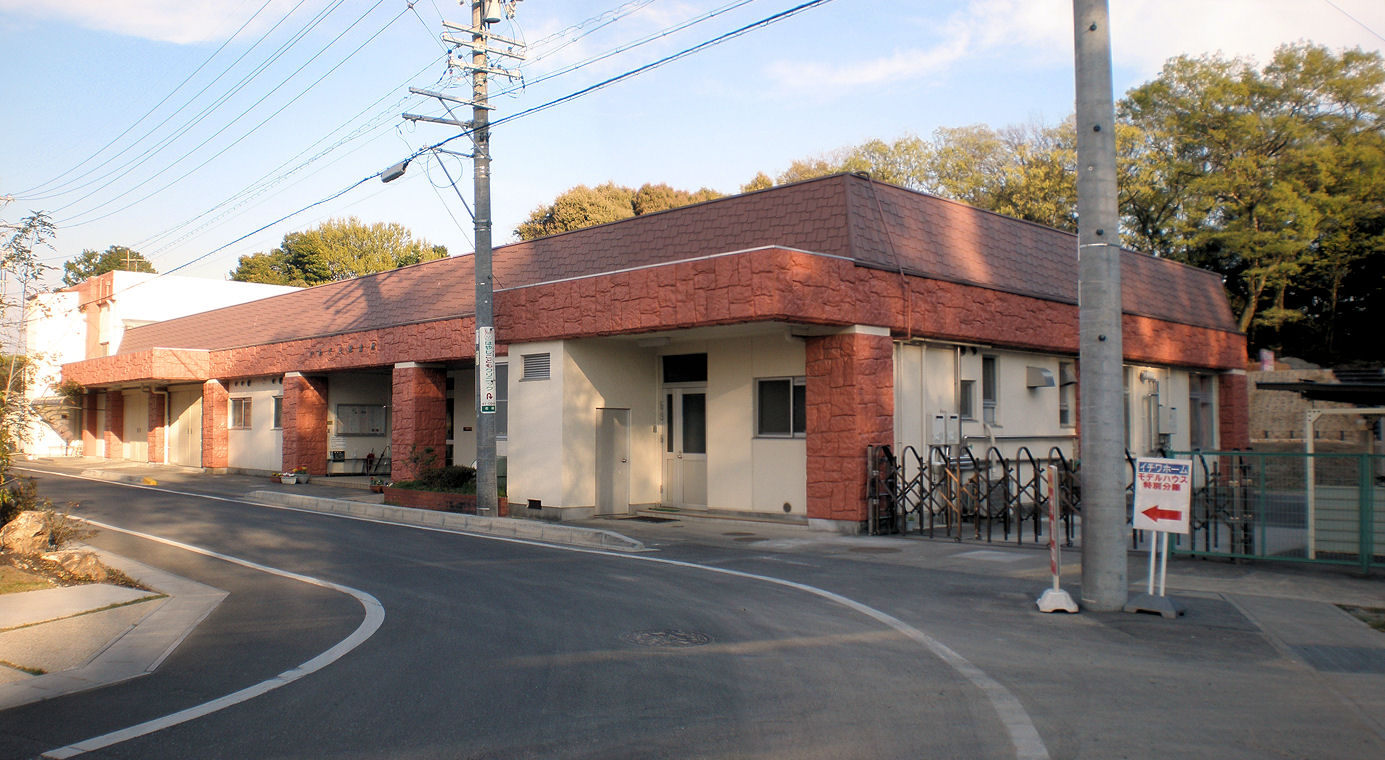
いわざき授産所

いわざき授産所（いわざきじゅさんじょ）は、愛知県小牧市中北部の岩崎地区にある、主たる利用者が知的障がい者の通所の日中活動（生活介護）事業所。設置運営者は、社会福祉法人の小牧福祉会。

## 所在地
愛知県小牧市大字岩崎1345-4

## 交通手段
- こまき巡回バスの"いわざき授産所東"停留所下車。
- 名鉄小牧線の味岡駅下車、徒歩15分。